# Gyllenhättad tesia
Gyllenhättad tesia (Tesia olivea) är en asiatisk fågel i familjen cettisångare inom ordningen tättingar.

## Utseende
Gyllenhättad tesia är en mörk och mycket liten (9 cm) fågel som har så kort stjärt att den verkar sakna den. Jämfört med gråbröstad tesia (Tesia cyaniventer) är den mörkare grå under och den gula undre näbbhalvan saknar mörk spets. Ovansidan är grön, med ljusare gyllene anstrykning på hjässan.

## Utbredning och systematik
Gyllenhättad tesia förekommer från nordöstra Indien till södra Kina, Myanmar, nordvästra Thailand, norra Laos och Tonkin. Den delas in i två underarter med följande utbredning:
- Tesia olivea olivea – östra i Himalaya till södra Kina och Myanmar
- Tesia olivea chiangmaiensis – norra Thailand till norra Vietnam

### Familjetillhörighet
Gyllenhättad tesia placerades tidigare i den stora familjen sångare (Sylviidae). DNA-studier har dock visat att arterna i familjen inte är varandras närmaste släktingar och har därför delats upp i ett antal mindre familjer. Gyllenhättad tesia med släktingar förs idag till familjen cettisångare (Cettiidae eller Scotocercidae) som är nära släkt med den likaledes utbrytna familjen lövsångare (Phylloscopidae) men också med familjen stjärtmesar (Aegithalidae). Även de två afrikanska hyliorna, numera urskilda i egna familjen Hyliidae, anses höra till gruppen.

## Levnadssätt
Gyllenhättad teisa förekommer i tät undervegetation i fuktig huvudsakligen städsegrön skog, Där födosöker den på marken, troligen efter ryggradslösa djur och dess larver. Information saknas om dess häckningsbiologi.

## Status och hot
Arten har ett stort utbredningsområde, men tros minska i antal, dock inte tillräckligt kraftigt för att den ska betraktas som hotad. Internationella naturvårdsunionen IUCN listar arten som livskraftig (LC). Världspopulationen har inte uppskattats men den beskrivs som lokalt vanlig.

## Namn
Tesia kommer från nepalesiska namnet Tisi för gråbröstad tesia.